# Taichi Satō
Taichi Satō (jap. 佐藤 太一, Satō Taichi; * 23. August 1977 in der Präfektur Saitama) ist ein ehemaliger japanischer Fußballspieler.

## Karriere
Satō erlernte das Fußballspielen in der Schulmannschaft der Hanasaki Tokuharu High School. Seinen ersten Vertrag unterschrieb er 1996 bei den Urawa Red Diamonds. Der Verein spielte in der höchsten Liga des Landes, der J1 League. Für den Verein absolvierte er sechs Erstligaspiele. 1999 wechselte er zum Zweitligisten Ōmiya Ardija. Für den Verein absolvierte er 26 Spiele. 2001 wechselte er zum Ligakonkurrenten Montedio Yamagata. Für den Verein absolvierte er neun Spiele. Ende 2001 beendete er seine Karriere als Fußballspieler.